# Alex Cuthbert
Pour les articles homonymes, voir Cuthbert.

a Compétitions nationales et continentales officielles uniquement.

b Matchs officiels uniquement.
Dernière mise à jour le 11 mars 2025.
Alex Cuthbert, né le 5 avril 1990 à Gloucester (Angleterre), est un joueur international gallois de rugby à XV évoluant au poste d'ailier. Il joue avec les Ospreys depuis 2021.
Avec le pays de Galles, il remporte deux Tournoi des Six Nations en 2012, où son équipe réalise le Grand Chelem, et en 2013.

## Biographie
Alex Cuthbert naît le 5 avril 1990 à Gloucester en Angleterre d'une mère galloise,. Il est formé à la pratique du rugby à XV au sein du Hartpury University RFC dans le Gloucestershire. Puis, il rejoint le pays de Galles et joue avec Cardiff RFC et les Cardiff Blues.
Par la suite, il décide de représenter le pays de sa mère et fait ses débuts internationaux avec l'équipe du pays de Galles le 3 décembre 2011 contre l'équipe d'Australie où il figure parmi les remplaçants.
Alex Cuthbert remporte l'édition 2012 du Tournoi des Six Nations, réalisant à cette occasion le Grand Chelem. Il profite de la retraite internationale de l'ailier vedette gallois Shane Williams, détenant le record d'essais inscrits sous les couleurs du XV du poireau, pour prendre place dans le XV titulaire lors des cinq rencontres du Tournoi,. À la suite de ce sacre, le 16 mai 2012, il prolonge d'un an son contrat avec les Cardiff Blues.
L'année suivante, il remporte de nouveau le Tournoi des Six Nations, lors d'une finale haletante entre le pays de Galles et l'Angleterre. Ce jour-là, il marque deux essais.
En 2018, il rejoint les Exeter Chiefs en Premiership, où il signe un contrat de trois ans, soit jusqu'en 2021.
Lors de la saison 2020-2021, son club se qualifie jusqu'en finale du championnat pour la sixième fois consécutive où il affronte les Harlequins. Pour cette rencontre, Alex Cuthbert est titulaire à l'aile. Son équipe est cependant battue de justesse en toute fin de match et s'incline sur le score de 38 à 40,.
À l'issue de cette saison, en fin de contrat, il quitte son club pour retourner au pays de Galles et s'engage avec les Ospreys pour un an.
En début d'année 2022, grâce à ses bonnes performances, il est sélectionné pour le Tournoi des Six Nations pour la première fois depuis 2017. Après sa première saison avec les Ospreys, il prolonge son contrat de deux ans.

## Statistiques

### En équipe nationale
Alex Cuthbert compte 57 sélections avec le pays de Galles, dont 53 en tant que titulaire. Il totalise 85 points, dix-sept essais. Il obtient sa première sélection le 3 décembre 2011 à Cardiff contre l'équipe d'Australie.
Il participe à sept éditions du Tournoi des Six Nations, en 2012, 2013, 2014, 2015, 2016, 2022 et 2023.
Il participe à une édition de la Coupe du monde, en 2015 où il joue cinq rencontres, face à l'Uruguay, l'Angleterre, les Fidji, l'Australie et l'Afrique du Sud.

### Avec les Lions britanniques et irlandais
Alex Cuthbert participe à une tournée des Lions britanniques et irlandais, en 2013 en Australie, où il participe au premier test en tant que titulaire face aux Wallabies et inscrit un essai. Il dispute trois autres rencontres sur la tournée, inscrivant trois essais. Il participe notamment au match face aux Barbarians où il inscrit deux essais.

## Palmarès

### En club
- Finaliste du Championnat d'Angleterre en 2019 et 2021 avec les Exeter Chiefs.
- Vainqueur du Championnat d'Angleterre en 2020 avec les Exeter Chiefs.

### En équipe nationale
- Vainqueur du Tournoi des Six Nations en 2012 (Grand Chelem) et 2013 avec l'équipe du pays de Galles.